# Worrorranské jazyky
Worrorranské jazyky jsou velmi malou jazykovou rodinou. Řadí se do ní několik málo domorodých austrálských jazyků, z nichž všechny mají již velmi malý počet mluvčích. Jazyky z této jazykové rodiny se používají na severu Austrálie, v severní části regionu Kimberley.
Existence této jazykové rodiny bývá některými lingvisty zpochybňována, například podle práce lingvisty Dixona z roku 2002 jsou jednotlivé worrorranské jazyky izoláty, které spolu tvoří jazykový svaz.

## Dělení
Do jazykové rodiny worrorranských jazyků patří 3 skupiny vzájemně srozumitelných skupin dialektů, konkrétně:
- Severní skupina, označovaná jako jazyk wunambal, okolo 9 mluvčích[1]
- Východní skupina, označovaná jako jazyky ngarinyin, okolo 38 mluvčích[1]
- Západní skupina, označovaná jako jazyk worrorra, okolo 7 mluvčích[1]

Některé teorie řadí mezi worrorranské jazyky i vymřelý neklasifikovaný jazyk doolboong.